# 디디우스 율리아누스
디디우스 율리아누스(라틴어:Didius Julianus, 133년 1월 30일 ~ 193년 6월 1일)는 로마 제국의 열아홉 번째 황제이다.

## 생애
디디우스 율리아누스는 부유한 원로원 의원으로 콤모두스 황제에게 추방당했다. 이후 콤모두스 황제는 192년 12월 31일에 살해당하고 페르티낙스가 제위에 올랐으나 193년 3월 말에 레토가 이끄는 황실 근위대에게 살해당했다.
이에 디디우스 율리아누스가 근위대장 레토와 1만 명의 근위대의 추대를 받아 페르티낙스의 장인 플리비우스 술피키아누스와 겨루어 승리해 옥좌에 올랐다. 그러나 얼마 되지 않아 판노니아 총독 셉티미우스 세베루스, 시리아 총독 페르켄니우스 니게르, 브리타니아 총독 클로디우스 알비누스가 황제를 자칭했다.
그리고 세베루스와 알비누스가 연합해 세베루스의 2개 군단이 남하하며 해군이 배반하자 재위 3개월 만에 그를 추대한 것을 후회하던 근위병 몇 명에게 살해당했다.

## 같이 보기
- 로마 황제 연대표

| 전임 페르티낙스 | 제19대 로마 제국 황제 193년 | 후임 셉티미우스 세베루스 |